# ملكة جمال جونتينث (فلم 2020)
ملكة جمال جونتينث (بالإنجليزية: Miss Juneteenth) فيلم درامي أمريكي لعام 2020 من تأليف وإخراج تشانينج جودفري بيبولز، وبطولة نيكول بيهاري وكندريك سامبسون وأليكسيس تشيكي. يعرض الفيلم قصة أم عازبة وملكة جمال مراهقة سابقة تدخل ابنتها في مسابقة ملكة جمال جونتينث المحلية (جونتينث هو يوم عطلة تحرير العبيد في الولايات المتحدة). عرض الفيلم لأول مرة في مهرجان صندانس السينمائي في يناير 2020، وتم طرحه عبر الفيديو عند الطلب في 19 يونيو 2020، بالتزامن مع الذكرى 155 للعطلة الفخرية.

## طاقم التمثيل
- نيكول بيهاري: في دور تركواز جونز
- كندريك سامبسون: في دور روني
- الكسيز تشيكي: في دور كاي جونز
- ليز ميكيل: في دور بيتي راي
- ماركوس مولدين: في دور وايمان
- خايمي ماتيس: في دور كوانتافيوس
- لوري هايز: في دور شارلوت
- أكرون واتسون: في دور بيكون
- فيليس شيشرون: في دور السيدة واشنطن
- ليشا هاكني: في دور كلاريسا[3]

## أحداث الفيلم
تركواز جونز (نيكول بيهاري)، أم عزباء تعيش في إحدى ضواحي فورت وورث بولاية تكساس، وهي الفائزة السابقة بمسابقة ملكة جمال جونتينث المحلية التي تقدم منحًا دراسية كاملة للكليات. تدخل ابنتها كاي (الكسيز تشيكي) البالغة من العمر 15 عامًا في نفس المسابقة على الرغم من افتقارها الواضح إلى الحماس، في حين أن الفائزين السابقين في المسابقة استمروا في الحصول على وظائف ناجحة. فقدت تركواز فرصة التعليم وترك الكلية والعمل لبعض الوقت لتغطية نفقاتها بعد ولادة ابنتها كاي. تعمل حاليًا في حانة وبدوام جزئي كخبيرة تجميل، حيث يهتم بها المالك عاطفيًا، ومع ذلك، لا تزال تركواز تحب والد كاي الذي يستمر في معاشرتها على الرغم من الانفصال رسميًا.
تكافح كاي مع استعداداتها لمسابقة ملكة جمال وهي التي ترغب في متابعة الرقص بدلاً من ذلك. عندما يفشل والدها في الحصول على المال لشراء فستان المسابقة، تضطر إلى استخدام ثوب والدتها القديم. تمضي مسابقة ملكة جمال ولكن كاي تفشل فيها.
يعاني صاحب الحانة التي تعمل فيها تركواز من مشاكل في القلب، ويخبرها أنه يجب عليه بيع البار. تشتري تركواز البار بدفعات مالية مؤجلة وتبدأ حياتها الجديدة كسيدة أعمال.

## استقبال الفيلم
شباك التذاكر
حقق الفيلم 20.946 دولارًا في ستة من دور العرض في عطلة نهاية الأسبوع الافتتاحية (بمتوسط 3491 دولارًا لكل دار عرض)، واحتل المركز السادس بين الأفلام.
استقبال النقاد
منح موقع الطماطم الفاسدة فيلم «ملكة جمال جونتينث» تقدير 99% بناء على آراء 104 ناقد، وكتب تعليق إجماع النقاد: «كما تسير الفائزة في مسابقة ملكة الجمال عبر خشبة المسرح، سار الفيلم مسارًا مألوفًا، لكنه فعل ذلك بسحر ورشاقة».
منح موقع ميتاكريتيك الفيلم تقييم مقداره 73% بناء على آراء 23 ناقد.
أشادت لوفيا جياركي في مقالتها لصحيفة نيويورك تايمز حيث كتبت: «يتناول الفيلم مواضيع متعددة في حوالي 100 دقيقة، من أهمها إحياء ذكرى نهاية العبودية في الولايات المتحدة، إلى إرث العنصرية في ممارسات الإقراض المصرفي الجارحة. ولكن الأمر الأكثر إثارة للإعجاب هو مقدار المساحة التي تسكنها الشخصيات النسائية السوداء من الشعوب في السرد».
كتبت أنجليكا جايد باستيان، في مجلة «فلتشر Vulture» الأمريكية: «لا تحاول إصدار تصريحات كبيرة حول ما يعنيه أن تكون أسودًا في أمريكا اليوم. الفيلم أذكى من ذلك، يمكنك فقط الاستمتاع بوجودهم».
كتبت دينيس هارفي في مجلة «فارايتي»: «يتعرض هذا الفيلم لمجتمع بأكمله محاصر بالديون والآفاق المتضائلة بأصالة أساسية ستبدو صحيحة للعديد من المشاهدين غير المعتادين على رؤية أنفسهم على الشاشة... قد تبدو الدراما المستقلة أكثر جاذبية للمشاهدين أحيانًا». كتب ديفيد رونيت من هوليوود ريبورتر: «عندما تركز المخرجة نظرتها للعلاقة الحميمة بين تركواز وكاي بين الشد والجذب والتحديات والمكافآت، والتي جسدتها نيكول بيهاري والكسيز تشيكي بشكل رائع، تصبح هذه صورة مرضية للأمل والمرونة».
حصل الفيلم على جائزة «لويس بلاك النجم الأوحد» ضمن جوائز «ساوث باي ساوث واست SXSW» للمخرجة تشانينج جودفري بيبولز.
حصل الفيلم على جائزة «أفضل فيلم روائي» للمخرجة تشانينج جودفري بيبولز في مهرجان أفلام النجمة السوداء BlackStar Film Festival.
ينتظر الفيلم نتائج «جوائز جوثام» Gotham Independent Film Awards لصانعي الأفلام المستقلة لأفضل فيلم وأفضل ممثلة.

## وصلات خارجية
- مقالات تستعمل روابط فنية بلا صلة مع ويكي بيانات